# Eugeniu Cebotaru
Eugeniu Cebotaru est un footballeur international moldave né le 16 octobre 1984 à Chișinău. Il évolue actuellement au Petrolul Ploiești au poste de milieu de terrain.

## Carrière

### En club
- 2003-2006 : Zimbru Chișinău  Moldavie
- 2006-2011 : Ceahlăul Piatra Neamț  Roumanie
- 2011-2014 : Spartak Naltchik  Russie
- 2014 : Sibir Novossibirsk  Russie

### En sélection
Eugeniu Cebotaru est international moldave depuis 2008 et totalise quarante sélections.

### Palmarès
- Vainqueur de la Coupe de Moldavie : 2003, 2004
- Finaliste de la Supercoupe de Moldavie : 2004